# 六里墩圣母玫瑰堂
六里墩圣母玫瑰堂是一座原位于上海市奉贤区南桥镇六墩村十组的一座已关闭的天主教堂。该堂始建于同治十年（1886年）10月，奉玫瑰圣母为主保。堂屋丁字型，占地3900平方米，堂田二十多亩。

相传奉贤一代天主教传教起源是在高桥和南桥，而后者正是在六墩村以北不远。据民国37（1948）年编纂的《奉贤县志》稿记载，六里墩东南道院（或为上真道院）正北3里有一座古教堂:305，即杨王村的“李家堂”:307，是在明末崇祯年间设立的。民国11（1922）年，江南代牧区设浦南为总铎区，南桥无原罪始胎圣母堂为总铎座堂，管辖胡村堂区等。六里墩堂属胡村堂区管辖。民国37（1948）年编纂的《奉贤县志》稿中记载：
3、胡村天主堂（公堂） ……该地附近信徒较奉贤他处为多。……后经逐年添置，乃成立十四堂口：……南桥南六里墩玫瑰堂，……均属胡村堂节制。（307页）
1949年后，取消宗教用途。原址初设六墩乡（1957年后合并进南桥乡，分属红星中心社和红星一社）政府办公室，1966年为江海公社文化干校，1975年被上海市南洋模范中学拆建为学农大楼，1977年交由六墩大队管理使用（《奉贤县续志》中称“租用”）。1991年，依据当时现有房产，上海教区获得117平方米房产证。
2010年前后，因市政规划及资源整合要求，上海教区启动“四堂合一”项目，将六里墩堂、庄行圣方济各堂、俞家圣母主保堂、胡村圣母领报堂合并为南上海天主堂（南桥新堂）。该堂于2021年9月30日动工，2023年8月竣工，10月29日祝圣，11月9日奉献圣堂。